# Głos Piekarski
Głos Piekarski – miesięcznik lokalny tworzony przez dziennikarzy Radia Piekary, wydawany od roku 2005 przez MDK - Radio Piekary. Ukazywał się w latach 2005–2014. 

## Redaktorzy naczelni
- Arkadiusz Gać
- Michał Wojak
- Aleksandra Komor-Pudlik
- Artur Madaliński
- Dagmara Bednarek
- Iwona Obrębska